# Smallthorne
Smallthorne – dzielnica miasta Stoke-on-Trent, w Anglii, w hrabstwie Staffordshire, w dystrykcie (unitary authority) Stoke-on-Trent. Leży 3 km od miasta Hanley. W 1921 roku civil parish liczyła 7726 mieszkańców.